# Sarimarais peringueyi
Sarimarais peringueyi är en fjärilsart som beskrevs av Antonius Johannes Theodorus Janse 1920. Sarimarais peringueyi ingår i släktet Sarimarais och familjen tandspinnare. Inga underarter finns listade.